# Tetjana Nakazna
Tetjana Nakazna (in ucraino Тетяна Наказна?; 6 agosto 1972) è una pentatleta ucraina.

## Palmarès
In carriera ha conseguito i seguenti risultati:
- Europei

Sofia 2001: argento nel pentathlon moderno individuale.